# Nordische Eiskunstlaufmeisterschaften 2012
Die Nordischen Eiskunstlaufmeisterschaften 2012 waren eine vom 9. bis 12. Februar 2012 in Tikkurila, einem Ortsteil von Vantaa, Finnland ausgetragene Meisterschaft im Eiskunstlauf. Gemäß Regularien durften in der höchsten Altersklasse Teilnehmer aus allen der Internationalen Eislaufunion (ISU) zugehörigen Verbänden starten. In den Altersklassen Junioren und Anfänger durften ausschließlich Sportler aus Finnland, Schweden, Dänemark, Norwegen und Island starten. Die Wettbewerbe fanden in der Eissporthalle Tikkurilan jäähalli statt.

## Senioren

### Männer
| Platz | Name               | Land     | Punkte | Kurz | Kurz  | Kür | Kür    |
| ----- | ------------------ | -------- | ------ | ---- | ----- | --- | ------ |
| 1     | Alexander Majorov  | Schweden | 198.85 | 1    | 70.70 | 1   | 128.15 |
| 2     | Justus Strid       | Dänemark | 150.11 | 2    | 53.61 | 2   | 96.50  |
| 3     | Julian Lagus       | Finnland | 141.23 | 5    | 48.48 | 4   | 92.75  |
| 4     | Viktor Zubik       | Finnland | 136.80 | 9    | 40.89 | 3   | 95.91  |
| 5     | Matthias Versluis  | Finnland | 136.42 | 3    | 50.37 | 6   | 86.05  |
| 6     | Valtter Virtanen   | Finnland | 131.67 | 7    | 45.49 | 5   | 86.18  |
| 7     | Slavik Hayrapetyan | Armenien | 128.11 | 6    | 45.89 | 7   | 82.22  |
| 8     | Mathias Andersson  | Schweden | 127.72 | 4    | 48.63 | 8   | 79.09  |
| 9     | Michael Neuman     | Schweden | 117.36 | 8    | 43.92 | 9   | 73.44  |
| 10    | Girts Jekabsons    | Lettland | 94.88  | 10   | 31.68 | 10  | 63.20  |

### Frauen
| Platz | Name                 | Land     | Punkte | Kurz | Kurz  | Kür | Kür   |
| ----- | -------------------- | -------- | ------ | ---- | ----- | --- | ----- |
| 1     | Juulia Turkkila      | Finnland | 138.23 | 1    | 47.17 | 2   | 91.06 |
| 2     | Joshi Helgesson      | Schweden | 137.38 | 3    | 43.60 | 1   | 93.78 |
| 3     | Isabelle Olsson      | Schweden | 128.04 | 4    | 42.89 | 3   | 85.15 |
| 4     | Beata Papp           | Finnland | 125.86 | 2    | 45.59 | 4   | 80.27 |
| 5     | Anine Rabe           | Norwegen | 113.32 | 7    | 40.96 | 5   | 72.36 |
| 6     | Anne Line Gjersem    | Norwegen | 110.86 | 5    | 42.11 | 8   | 68.75 |
| 7     | Camilla Gjersem      | Norwegen | 110.15 | 9    | 39.27 | 6   | 70.88 |
| 8     | Henriikka Hietaniemi | Finnland | 107.35 | 10   | 36.93 | 7   | 70.42 |
| 9     | Karina Johnson       | Dänemark | 107.18 | 8    | 40.39 | 9   | 66.79 |
| 10    | Cecilia Törn         | Finnland | 107.14 | 6    | 41.28 | 10  | 65.86 |
| WD    | Minna Parviainen     | Finnland |        |      |       |     |       |

### Eistanz
| Platz | Name                            | Land     | Punkte | Original | Original | Kür | Kür   |
| ----- | ------------------------------- | -------- | ------ | -------- | -------- | --- | ----- |
| 1     | Henna Lindholm / Ossi Kanervo   | Finnland | 115.48 | 1        | 46.32    | 1   | 69.16 |
| 2     | Malin Malmberg / Thomas Nordahl | Schweden | 84.50  | 2        | 32.61    | 2   | 51.89 |

## Junioren

### Männer
| Platz | Name                     | Land     | Punkte | Kurz | Kür |
| ----- | ------------------------ | -------- | ------ | ---- | --- |
| 1     | Tino Olenius             | Finnland | 138.05 | 1    | 1   |
| 2     | Josef Oscarsson-Ericsson | Schweden | 128.90 | 3    | 2   |
| 3     | Marcus Bjork             | Schweden | 127.32 | 2    | 3   |
| 4     | Bertil Skeppar           | Schweden | 124.15 | 4    | 5   |
| 5     | Juho Pirinen             | Finnland | 118.50 | 5    | 7   |
| 6     | Keiran Araza             | Dänemark | 116.35 | 6    | 6   |
| 7     | Erik Martoma             | Finnland | 113.48 | 7    | 4   |

### Frauen
| Platz | Name                    | Land     | Punkte | Kurz | Kür |
| ----- | ----------------------- | -------- | ------ | ---- | --- |
| 1     | Seidi Rantanen          | Finnland | 113.74 | 9    | 1   |
| 2     | Eveliina Viljanen       | Finnland | 112.43 | 3    | 5   |
| 3     | Rebecka Emanuelsson     | Schweden | 111.12 | 6    | 2   |
| 4     | Josefin Taljegård       | Schweden | 109.54 | 4    | 6   |
| 5     | Alisa Mikonsaari        | Finnland | 108.91 | 5    | 4   |
| 6     | Pernille Sørensen       | Dänemark | 107.54 | 7    | 3   |
| 7     | Timila Shrestha         | Finnland | 105.31 | 1    | 8   |
| 8     | Emilia Toikkanen        | Finnland | 103.93 | 11   | 7   |
| 9     | Anita Madsen            | Dänemark | 103.62 | 2    | 10  |
| 10    | Gabriella Josefsson     | Schweden | 97.90  | 8    | 9   |
| 11    | Elin Hallberg           | Schweden | 96.12  | 10   | 12  |
| 12    | Daria Podtelejnikova    | Dänemark | 94.86  | 13   | 11  |
| 13    | Natasja Remstedt        | Schweden | 88.53  | 12   | 15  |
| 14    | Heidi Lillesaeter       | Norwegen | 86.23  | 14   | 14  |
| 15    | Nora Stenersen          | Norwegen | 82.67  | 15   | 16  |
| 16    | Emma Andersen           | Dänemark | 82.09  | 17   | 13  |
| 17    | Heidbjört Höskulsdottir | Island   | 75.17  | 16   | 17  |

## Anfänger

### Männer
| Platz | Name                  | Land     | Punkte | Kurz | Kür |
| ----- | --------------------- | -------- | ------ | ---- | --- |
| 1     | Sondre Oddvoll Bøe    | Norwegen | 100.21 | 1    | 1   |
| 2     | Illya Solomin         | Schweden | 93.25  | 2    | 2   |
| 3     | Roman Galay           | Finnland | 90.15  | 3    | 3   |
| 4     | Mandus Thorman        | Schweden | 78.19  | 7    | 4   |
| 5     | Kasperi Riihimäki     | Finnland | 77.50  | 5    | 5   |
| 6     | Nikolaj Majorov       | Schweden | 75.49  | 6    | 6   |
| 7     | Daniel Tsion          | Dänemark | 64.65  | 9    | 7   |
| 8     | Christianas Volodinas | Finnland | 64.13  | 8    | 8   |
| 9     | Henri Schröter        | Finnland | 59.91  | 10   | 9   |
| WD    | John Hallman          | Schweden | 30.49  | 4    | WD  |

### Frauen
| Platz | Name                         | Land     | Punkte | Kurz | Kür |
| ----- | ---------------------------- | -------- | ------ | ---- | --- |
| 1     | Liubov Efimenko              | Finnland | 112.45 | 1    | 1   |
| 2     | Jenni Saarinen               | Finnland | 100.45 | 3    | 2   |
| 3     | Nelma Hede                   | Finnland | 96.79  | 2    | 3   |
| 4     | Kristinna Jensen             | Dänemark | 83.81  | 5    | 4   |
| 5     | Victoria Englund             | Schweden | 83.45  | 4    | 6   |
| 6     | Myrtel Saldeen-Olofsson      | Schweden | 79.74  | 10   | 5   |
| 7     | Cornelia Nilsson             | Schweden | 78.80  | 6    | 7   |
| 8     | Nanna Förster                | Finnland | 73.83  | 7    | 8   |
| 9     | Cindy Xia                    | Norwegen | 71.27  | 9    | 10  |
| 10    | Laura Lundsgaard             | Dänemark | 70.48  | 8    | 13  |
| 11    | Vala Run Magnusdottir        | Island   | 69.21  | 12   | 9   |
| 12    | Klara Fröberg                | Schweden | 66.24  | 14   | 12  |
| 13    | Sine Mari Leite              | Norwegen | 66.06  | 13   | 14  |
| 14    | Pernille Simensen            | Norwegen | 65.94  | 15   | 11  |
| 15    | Petronelle Grötvedt          | Norwegen | 64.80  | 11   | 17  |
| 16    | Agnes Dis Brynjarsdottir     | Island   | 59.94  | 17   | 15  |
| 17    | Ditte Munch                  | Dänemark | 59.07  | 18   | 16  |
| 18    | Hrafnhildur Osk Birgisdottir | Island   | 57.92  | 16   | 20  |
| 19    | Kristin Valdis Örnolfsdottir | Island   | 55.92  | 19   | 19  |
| 20    | Claudia Walas                | Dänemark | 53.96  | 20   | 18  |